# Johann Ulrich Pregizer I.

Johann Ulrich Pregizer

Johann Ulrich Pregizer I., auch Pregitzer oder der Ältere genannt (* 29. März 1577 in Kusterdingen, Württemberg; † 10. April 1656 in Tübingen) war ein deutscher evangelischer Theologe, Hochschullehrer und Kanzler der Eberhard Karls Universität Tübingen.

## Leben
Pregizer war der Sohn des Pfarrers Johann Ulrich Pregizer (* 1537 in Tübingen; † 1597 in Kusterdingen) und dessen Ehefrau Charitas geb. Röhner (* 1536 in Ulm; † 1606 in Kusterdingen).
Pregizer wurde am 22. September 1595 an der Tübinger Universität immatrikuliert. Seiner Graduierung zum Bakkalaureus erfolgte am 28. September 1596. Im Juli 1597 wurde er in den Tübinger Stift aufgenommen, und am 15. August 1599 zum Magister graduiert. Die Promotion zum Doktor der Theologie erfolgte schließlich am 15. Mai 1620. Er wurde 1612 Pfarrer in Calw, 1620 Professor der Theologie in Tübingen, 1652 Kanzler der Eberhard Karls Universität Tübingen. Elf Mal hatte er das Amt des Rektors der Universität inne. Er war ein wichtiger Berater des württembergischen Herzogs Eberhard III.
Am 10. April 1607 heiratete er in Tübingen Tabitha Hesch (* 10. Januar 1589 in Urach; † 4. September 1641). Aus dieser Ehe entstammten die drei Kinder Johann Ulrich II. (1611–1672), Johann Jacob (* 1614) und Anna Katharina (* 1622). Damit begründete er eine Familie württembergischer Hochschullehrer, war aber auch einer der Vorfahren von Wilhelm Hauff, Justinus Kerner und Ludwig Uhland.